# Vincenzo Zucconelli
Vincenzo Zucconelli (Jolanda di Savoia, 3 giugno 1931) è un ex ciclista su strada italiano.
Professionista tra il 1954 ed il 1958, fu medaglia d'argento nella gara a squadre ai Giochi della XV Olimpiade di Helsinki.

## Carriera
Corse per la Legnano. Fu campione italiano fra i dilettanti nel 1952 e medaglia d'argento ai Giochi olimpici di Helsinki del 1952 nella prova a squadre. Da professionista vinse una tappa al Giro d'Italia 1955 e vestì per un giorno la maglia rosa nell'edizione successiva.

## Palmarès
- 1951

Gran Premio Liberazione
- 1952

Campionati italiani, Prova in linea Dilettanti
- 1954

Coppa Gennari Francesco
- 1955

11ª tappa Giro d'Italia (Roma > Napoli)
- 1956

1ª tappa Gran Premio Ciclomotoristico (Roma > Spoleto)

## Piazzamenti

### Grandi giri
- Giro d'Italia

1955: 61º
1956: ritirato

### Classiche
- Milano-Sanremo

1955: 57º
1956: 86º
- Paris-Roubaix

1955: 65º
- Giro di Lombardia

1955: 87º

### Competizioni mondiali
- Giochi olimpici

Helsinki 1952 - Prova a squadre: 2º
Helsinki 1952 - In linea: 6º